# (6417) Liberati
(6417) Liberati (1993 XA) – planetoida z pasa głównego asteroid okrążająca Słońce w ciągu 4,16 lat w średniej odległości 2,59 j.a. Odkryta 4 grudnia 1993 roku.